# Fakelore
Fakelore är nyproduktion av sagor, som gav sken av att vara gamla folksagor. Begreppet myntades 1959 av den amerikanske folkloristen Richard Dorson. 
Dorson ansåg förfarandet vara omoraliskt och helt förkastligt. Denna inställning till fakelore överfördes ganska snart till synen på användning av vissa företeelser från en gången tid, till exempel folkdans och bygdedräkter. En del av dem ansågs vara äkta och andra falska eller oäkta. 
En beskrivning av fakelore lyder:
| ”                      | Fakelore is the presentation of spurious and synthetic writings under the claim that they are genuine folklore. These productions are not collected in the field but are rewritten from earlier literary and journalistic sources in an endless chain of refiguration, or they may even be made out of whole cloth, as in the case of several of the "folk heroes" written up in the image of Paul Bunyan, who had at least trickle of oral tradition at the beginning of his literary exploitation. | „ |
| – Richard Dorson, 1959 | |   |